# Nerwik
Nerwik [pronunciación en polaco: /ˈnɛrvik/] (en alemán: Nerwigk) es un pueblo en el distrito administrativo de Gmina Purda, dentro del Distrito de Olsztyn, Voivodato de Varmia y Masuria, en el norte de Polonia. Se encuentra aproximadamente 9 kilómetros al noreste de Purda y 22 kilómetros al este de la capital regional,Olsztyn. Está localizado dentro de la región histórica de Warmia.
Nerwik es el lugar de nacimiento del jurista polaco, publicista y activista Brunon Openkowski [pl] (1887–1952).